# David Bell (Footballspieler)
David Kyreem Bell (geboren am 14. Dezember 2000 in Indianapolis, Indiana) ist ein US-amerikanischer American-Football-Spieler auf der Position des Wide Receivers. Er spielt für die Cleveland Browns in der National Football League (NFL). Zuvor spielte er College Football für Purdue und wurde im NFL Draft 2022 in der dritten Runde von den Cleveland Browns ausgewählt.

## Frühe Jahre
Bell wuchs in Indianapolis, Indiana auf und besuchte dort die Warren Central High School. Mit der Mannschaft konnte er mehrere Meistertitel in Indiana gewinnen. Als Senior hatte er sein bestes Jahr, er konnte 85 Pässe für 1.542 Yards und 22 Touchdowns fangen. Er wurde als der beste Rekrut seiner Klasse in Indiana bewertet und nahm am All-American Bowl 2019 teil. Dort verkündete er, dass er sich entschieden hatte, College Football für die Purdue Boilermakers der Purdue University zu spielen, obwohl er auch Angebote von Ohio State und Penn State erhielt.

## College
Bell war bereits in seiner ersten Saison der Starter neben All-American Rondale Moore. Während Sophomore Moore verletzungsbedingt einige Spiele verpasste, konnte er sich als verlässliche Passoption präsentieren und so die Saison mit 86 gefangenen Pässen für 1.035 Yards und sieben Touchdowns beenden. Dafür wurde er in das Second-Team All-Big Ten gewählt. In der Saison wurde er viermal zum Big Ten Conference Freshman of the Week ausgezeichnet, sein bestes Spiel hatte er gegen Iowa, in dem er 13 Pässe für 197 Yards fangen konnte. 2020 konnte er die aufgrund der COVID-19-Pandemie verkürzten Saison mit 53 gefangenen Pässen für 625 Yards und acht Touchdowns in sechs Spielen beenden. Nach der Saison wurde er dafür in das First-Team All-Big Ten gewählt. 2021 wurde er nach dem Abgang von Moore in die NFL zum Nummer-1-Receiver. Während der Saison konnten die Boilermakers zweimal ein Team besiegen, das im AP-Ranking in den Top 3 war. Beim Spiel gegen Iowa konnte er 11 Pässe für 240 Yards und einen Touchdown fangen. Das Spiel gegen Michigan State konnte er mit elf gefangenen Pässen für 217 Yards und einem Touchdown beenden. Nach der Saison wurde er abermals in das First-Team All-Big Ten gewählt, zusätzlich wurde er mit der Auszeichnung Richter–Howard Receiver of the Year als der beste Wide Receiver in der Big Ten geehrt. Am 8. Dezember 2021 meldete er sich für den NFL Draft 2022 an und verzichtete auf ein weiteres Jahr seiner Spielberechtigung am College. Während der Saison wurde er als möglicher Pick in der ersten oder zweiten Runde gehandelt, jedoch sorgten die athletischen Testwerte beim NFL Combine, dass er vor dem NFL Draft schwächer eingeschätzt wurde.

### Statistiken
| Saison                       | Team     | Spiele | Passspiel | Passspiel | Passspiel | Passspiel | Laufspiel | Laufspiel | Laufspiel | Laufspiel |
| Saison                       | Team     | Spiele | Rec       | Yds       | Avg       | TD        | Att       | Yds       | Avg       | TD        |
| ---------------------------- | -------- | ------ | --------- | --------- | --------- | --------- | --------- | --------- | --------- | --------- |
| 2019                         | Purdue   | 12     | 86        | 1.035     | 12,0      | 7         | 3         | 12        | 4,0       | 1         |
| 2020                         | Purdue   | 6      | 53        | 625       | 11,8      | 8         | 0         | 0         | 0,0       | 0         |
| 2021                         | Purdue   | 11     | 93        | 1.286     | 13,8      | 6         | 3         | 39        | 13,0      | 0         |
| Karriere                     | Karriere | 29     | 232       | 2.946     | 12,7      | 21        | 6         | 51        | 8,5       | 1         |
| Quelle: sports-reference.com |          |        |           |           |           |           |           |           |           |           |

## NFL
Bell wurde mit dem 99. Pick in der dritten Runde im NFL Draft 2022 von den Cleveland Browns ausgewählt. Trotz einer Fußverletzung, die er sich im Trainingscamp vor der Saison zugezogen hatte, bestritt er in seiner Rookie-Saison 16 Spiele, davon drei als Starter, und verzeichnete 24 Receptions für 214 Yards. Er wurde vorwiegend als Slot Receiver eingesetzt.
Sein erster NFL-Touchdown gelang ihm in Woche 14 der Saison 2023 beim 31:27-Erfolg über die Jacksonville Jaguars. Zwei weitere Touchdowns fügte er am letzten Spieltag der Regular Season hinzu. Im selben Spiel verzeichnete er mit 68 Yards Raumgewinn einen neuen Karrierebestwert. Die Cleveland Browns verloren das Spiel mit 14:31, qualifizierten sich aber dennoch für die Play-offs. Im anschließenden Wildcard-Game fing Bell acht Pässe und damit die zweitmeisten Receptions eines Cleveland-Browns-Spielers in einem Postseason-Spiel in der Franchise-Geschichte. Dennoch ging das Spiel klar mit 14:45 gegen die Houston Texans verloren.
Gleich im zweiten Spiel war die Saison 2024 für Bell beendet. Er zog sich eine schwere Hüftverletzung zu, die eine Operation erforderlich machte.